# Xylobotryum portentosum
Xylobotryum portentosum är en svampart som först beskrevs av Jean François Montagne, och fick sitt nu gällande namn av Narcisse Theophile Patouillard 1900. Xylobotryum portentosum ingår i släktet Xylobotryum, klassen Dothideomycetes, divisionen sporsäcksvampar och riket svampar.   Inga underarter finns listade i Catalogue of Life.